# Velika nagrada Roussillona
Velika nagrada Roussillon (francosko Grand Prix automobile du Roussillon) je bila dirka za Veliko nagrado, ki je med letoma 1946 in 1949 potekala na dirkališču Circuit des Platanes de Perpignan v francoski zgodovinski pokrajini Roussillon. 

## Zmagovalci
| Leto | Zmagovalec          | Konstruktor             | Poročilo |
| ---- | ------------------- | ----------------------- | -------- |
| 1949 | Juan Manuel Fangio  | Maserati 4CLT-48        | Poročilo |
| 1948 | Maurice Trintignant | Simca-Gordini T11/T1430 | Poročilo |
| 1947 | Eugène Chaboud      | Talbot-Lago T26         | Poročilo |
| 1946 | Jean-Pierre Wimille | Alfa Romeo 308          | Poročilo |